# Sedentaria
Els Sedentria són una subclasse d'anèl·lids de la classe dels poliquets. Els membres d'aquesta subclasse són principalment cucs sèssils, sense apèndixs de locomoció, sovint tubícoles (viuen en tubs que ells mateixos fabriquen) i generalment estan equipats amb òrgans filtradors que utilitzen per capturar les partícules d'aliment presents en l'aigua.

## Taxonomia
La subclasse Sedentaria inclou un total de 5.336 espècies, repartides en dues infraclasses i tres ordres, segons el següent esquema:
Infraclasse Canalipalpata
- Ordre Sabellida (incloent-hi Pogonophora)
- Ordre Spionida
- Ordre Terebellida
  - Subordre Cirratuliformia
  - Subordre Terebelliformia

Infraclasse Scolecida